# شهر شکلات
شهر شکلات (انگلیسی: Chocolate City) یک فیلم کمدی-درام آمریکایی محصول سال ۲۰۱۵ به کارگردانی و نویسندگی ژان-کلود لامار با بازی رابرت ری‌چارد، مایکل جای وایت، کارمن الکترا و ویویکا ای فاکس است. این فیلم در اینگلوود، کالیفرنیا فیلمبرداری شد و در یک انتشار محدود از طریق ویدئو هنگام درخواست در تاریخ ۲۲ مه ۲۰۱۵ داشت.
دنباله این فیلم به نام شهر شکلات: نوار وگاس در سال ۲۰۱۷ منتشر شد.

## داستان
مایکل که دانشجوی کالج است و برای کمک به خرج تحصیل و خانواده خود نیمه وقت در یک رستوران هم کار می‌کند به‌طور اتفاقی با پریستون که مالک یک کلاب رقص است آشنا می‌شود و با دعوت پریستون و همچنین علاقه ای که خودش به رقص دارد تصمیم می‌گیرد که…